# Васил Ненович
Васил Ненович (ок. 1790 – след 1850) е български филолог, възрожденец и просветител. Проф. Михаил Арнаудов го определя за продължител на делото на Софроний Врачански.
Роден в Свищов ок. 1790 г. С произход от голям и знатен български род. Родът Ненович е търговски. Бащата на Васил – Николай Ненович е търговец, отразен още през 1769 г. сред османските търговци в регистъра на Пеща, а чичото на Васил – Дукан Ненович притежава търговска кантора във Виена. През 1789 г. Ненович основават търговска кантора във Виена, с филиали в Браила, Букурещ, Крайова, Турну Северин, Белград и Париж.
По време на руско-турската война (1806-1812) руският генерал Емануил Сен-При решава по стратегически съображения да опожари Свищов, като преди това нарежда изселване на населението му във Влашко. Семейството на Ненович се установява в Брашов. Васил Ненович от малък се включва активно в търговското предприятие на рода Ненович, усвоявайки немски, сръбски, гръцки и турски езици. По това време се засилва интересът му към книжовното дело. Юрий Венелин споделя, че Васил Ненович е назначен за учител в славянското училище при църквата „Св. Георги“ в Букурещ. В Букурещ влиза в общение с редица български просвещенци и будители, като Иван Селимински, Антон Иванов, Петър Берон, Никола Пиколо, Теохар Пиколо, Христо Георгиев. Българската общност във Влашко го избира заедно с Йордан Хаджигенович за епитроп. Двамата са натоварени от цялата българска общност да съставят на „разбираем български език“, т.е. на новобългарски – Новия завет и други полезни книги. През 1821 г. избухването на т.нар. влашко въстание принуждава Ненович да напусне Букурещ и да се установи в Брашов.
Като епитроп Васил Ненович е спомоществувател за издаването на „Рибния буквар“. Васил Ненович заедно с Йордан Хаджигенович стават разпространители на буквара, за отпечатването на който много помага Антон Иванов с парични дарения. По това време благодарение на Антон Иванов, Петър Берон завършва медицина. 
Преди издаването на т.нар. рибен буквар, Васил Ненович прави през 1823 г. опит в Брашов да основе едно първо българско филологическо дружество с цел да се установи единна българска езикова и правописна норма на новобългарски език. Заради разногласия с Атанас Капиловски инициативата се проваля, но през същата 1823 г. Ненович съставя новобългарска граматика, речник на четири езика и катехизис, които са загубени. Книгите не излизат от печат в Пеща, не поради липса на финанси, а заради липсващи печатни буквени знаци в печатницата. През 1825 г. Васил Ненович издава „Свещеная история заради децата“, а през 1826 г. и „Буквар за децата на българския народ“.
През 1826 г. се връща в Букурещ и е респондент на Юрий Венелин, а през 1828 г. е адвокат на влашкия "Диван", а по-късно през същата година и „сердер“ на българите във Влашко. През 1831 г., след руско-турската война (1828-1829), е назначен за представител на българските преселници пред губернатора – генерал Павел Кисельов. По това време заедно с Михаил Кифалов, Георгий Золотович, Иван Селимински, Васил Михайлов, Васил Минчев и Стефан Богориди инициира проект за българска автономна Добруджа в рамките на Османската империя, но начинанието по разни причини се проваля. Независимо от това, Ненович продължава да дерзае и е избран за председател на настоятелството на „Българска общонародна каса“ в Букурещ. От 1834 г. Васил Ненович е преподавател в лицея „Свети Сава“, а от 1835 г. и заместник-директор на лицея. Умира през 1850-те години в Букурещ.